# Čenkovice
Čenkovice (en allemand : Tschenkowitz) est une commune du district d'Ústí nad Orlicí, dans la région de Pardubice, en République tchèque. Sa population s'élevait à 191 habitants en 2024.

## Géographie
Čenkovice est arrosée par la rivière Bystřec, un affluent de la Tichá Orlice, dans le bassin de l'Elbe, et se trouve à 7 km à l'est-sud-est de Jablonné nad Orlicí, à 21 km à l'est-nord-est d'Ústí nad Orlicí, à 65 km à l'est de Pardubice et à 161 km à l'est de Prague.
La commune est limitée par Orličky au nord, par Červená Voda à l'est, par Výprachtice au sud, et par Bystřec à l'ouest.

## Histoire
La première mention écrite de la localité date de 1304.

## Transports
Par la route, Čenkovice trouve à 9 km de Jablonné nad Orlicí, à 30 km de Ústí nad Orlicí, à 88 km de Pardubice et à 194 km de Prague. 